# Та Мок
Та Мок (кхмер. តាម៉ុក — «Дедушка Мок», настоящее имя – Чит Тыан (кхмер. ឈិត ជឿន); 1926 — 21 июля 2006) — один из руководителей Красных кхмеров. «Брат номер четыре».

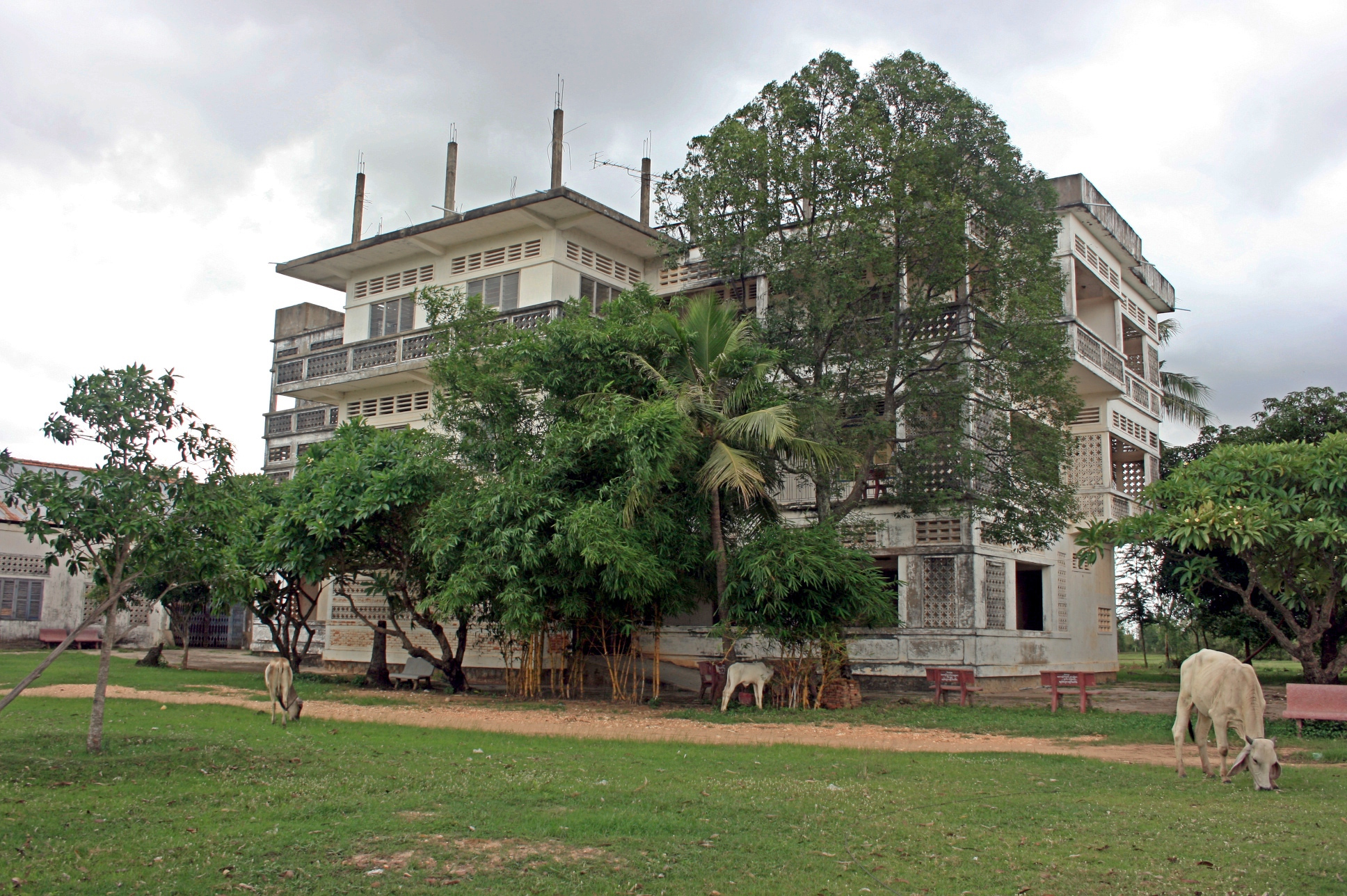
Дом Та Мока

## Биография
Родился в состоятельной семье китайско-кхмерского происхождения, в провинции Такео. Был буддистским монахом, но оставил монашество, когда ему было 16 лет. Та Мок был участником сопротивления против французского колониального правления и затем антияпонского сопротивления развернувшегося в 1940-х гг. Обучался буддистской философии в Пали, но позже, в 1964 присоединился к антифранцузскому кхмерскому движению «Иссарак». Через некоторое время, он уехал из Пномпеня и вступил в ряды Красных кхмеров.

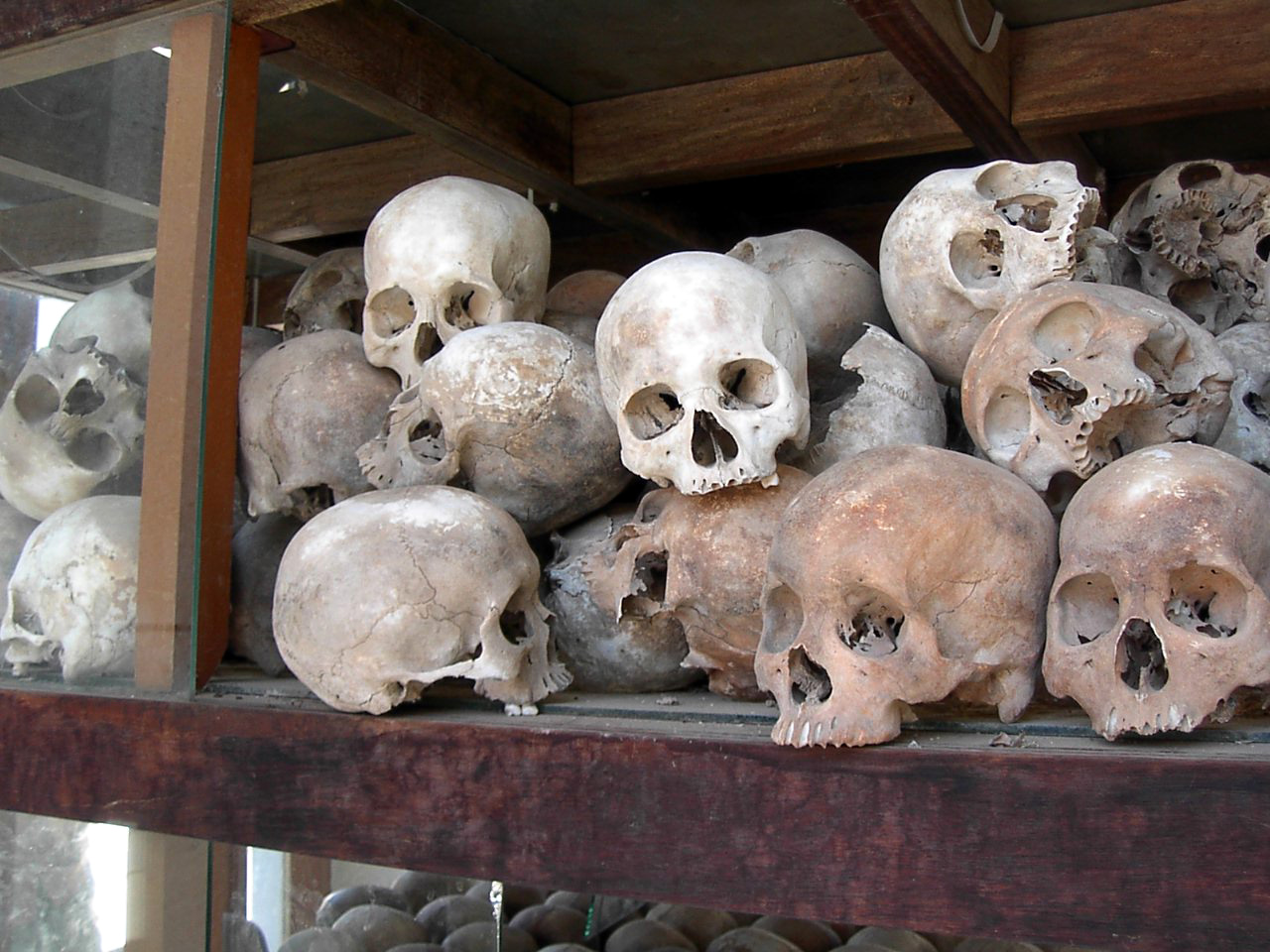
Черепа жертв террора красных кхмеров

К концу 1960-х он был генералом и начальником штаба группы. Являлся членом Постоянной комиссии Центрального комитета Красных кхмеров («Партийный центр»). Стал очень сильным в пределах страны, особенно в юго-западном районе. Был правой рукой Пол Пота, считался лидером национальной армии Демократической Кампучии. Приблизительно в 1970 году он теряет на войне ступню и голень.
Именно Ta Мок был организатором геноцида кхмеров, который он начал ещё в 1973 году в его зоне управления, после утверждения власти Красными кхмерами 17 апреля 1975 — репрессии начались повсеместно. Он устроил массовые чистки, которые охарактеризовали недолгую историю Демократической Кампучии (1975—1979). Среди товарищей он получил прозвище «Мясник».
В начале 1990-х гг. добился широкого влияния в среде «красных кхмеров», контролировавших часть территории Камбоджи. В 1997 г. в результате организованной им интриги был казнён его давний соперник Сон Сен вместе со всеми родственниками, после чего Та Мок воспользовался возникшим среди красных кхмеров недовольством и поместил под домашний арест Пол Пота, который вскоре умер при загадочных обстоятельствах.
Сдался властям Камбоджи и умер в 2006 году в тюрьме в ожидании судебного процесса.